# Clemente Yerovi

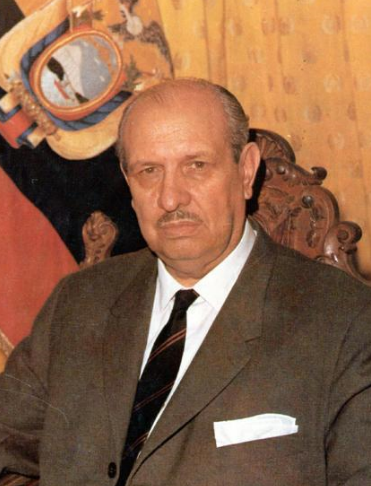
Clemente Yerovi

Clemente Yerovi Indaburu (* 10. August 1904 in Barcelona; † 19. Juli 1981 in Guayaquil) war ein ecuadorianischer Politiker und vom 30. März bis 16. November 1966 Präsident seines Landes.
Von 1936 bis 1956 war er Präsident einer Reihe von privaten und staatlichen Banken in Ecuador. 1948–1950 war er Wirtschaftsminister im Kabinett Galo Plaza. 1951–1955 war er Senator. Nach der Abdankung der Militärjunta 1966 wurde er interimisch als Parteiunabhängiger Präsident Ecuadors und bereitete als solcher eine Verfassungsgebende Versammlung und Neuwahlen vor. Außerdem führte er die bürgerlichen Rechte und das Streik- und Versammlungsrecht wieder ein und entließ alle politischen Gefangenen aus der Haft.
Von 1974 bis 1976 vertrat Yerovi sein Land als Botschafter beim Heiligen Stuhl.